# Analisi fondamentale
L'analisi fondamentale è, unitamente all'analisi tecnica, il principale strumento per lo studio finalizzato a supportare un investimento.
Volendo distinguere l'analisi fondamentale da quella tecnica si può dire che, mentre l'analisi tecnica cerca di definire il prezzo futuro di un titolo basandosi sugli aspetti formali dell'andamento delle quotazioni (derivati da grafici), l'analisi fondamentale si occupa di stabilire il prezzo corretto di un titolo in base alle caratteristiche economico-finanziarie intrinseche della società cui fa riferimento.
L'analisi fondamentale valuta la solidità patrimoniale e la redditività di un'azienda, determinando il valore intrinseco (o fair value) della società. È spesso applicata alle società quotate in Borsa o in procinto della quotazione, per valutare la convenienza o meno di un dato investimento.
L'analisi fondamentale studia tutti gli eventi micro e macroeconomici che hanno un qualche impatto sulla società presa in esame. Occorre quindi riuscire ad avere una visione d'insieme dei mercati, del settore in cui la società opera, del suo piano industriale e del suo management, ma soprattutto è necessaria un'approfondita conoscenza del suo bilancio d'esercizio, che è lo strumento primario di valutazione utilizzato nell'analisi fondamentale.
Dal punto di vista operativo l’analista fondamentale studia questi dati e assegna un valore all’attività che sta analizzando. 
Se il valore che assegna è superiore al prezzo di mercato, quell’attività su cui vuole investire è sotto-quotata ed è potenzialmente acquistabile in quanto il prezzo probabilmente salirà andandosi ad uniformare al valore che ha individuato. 
Se il valore che assegna è inferiore al prezzo di mercato, l’attività quota ad un prezzo superiore rispetto a quello che dovrebbe avere. Egli preferisce non acquistarla e/o venderla perché pensa che il suo prezzo scenderà e si uniformerà al valore reale che ha individuato.